# Грабоношкий Врх
Грабоношкий Врх (словен. Grabonoški Vrh) — поселення в общині Церквеняк, Подравський регіон‎, Словенія.